# Staples
För andra betydelser, se Staples (olika betydelser).
Staples, Inc. är en amerikansk global leverantör av kontorsrelaterade produkter som kontorsmöbler och kontorsvaror till både privat- och företagskunder. De rankas som världens största kontorsleverantör med en omsättning på omkring $18,5 miljarder och har 3 856 butiker samt sysselsätter 45 565 anställda på fem kontinenter världen över.
1999 valde Staples att köpa namnrättigheterna till inomhusarenan Staples Center i Los Angeles, Kalifornien för de efterföljande 20 åren för 116 miljoner amerikanska dollar, dåtidens mest lukrativa namnrättighetsavtal. Den 19 oktober 2009 meddelade Staples och arenans ägare Anschutz Entertainment Group (AEG) att man hade skrivit ett nytt avtal som sträcker sig i all evighet, det första avtalet någonsin där ett företag köper en arenas namnrättigheter för all framtid.